# Sipiloffi
Sipiloffi är en ö i Finland. Den ligger i sjön Hirvijärvi och i kommunen Riihimäki i den ekonomiska regionen  Riihimäki ekonomiska region  och landskapet Egentliga Tavastland, i den södra delen av landet, 60 km norr om huvudstaden Helsingfors. Öns area är 0,3 hektar och dess största längd är 80 meter i sydväst-nordöstlig riktning.